# Вонсиці
Вонсиці (пол. Wąsice, нім. Wundschütz) — село в Польщі, у гміні Волчин Ключборського повіту Опольського воєводства.
Населення — 537 осіб (2011).

## Демографія
Демографічна структура станом на 31 березня 2011 року:
|          | Загалом | Допрацездатний вік | Працездатний вік | Постпрацездатний вік |
| -------- | ------- | ------------------ | ---------------- | -------------------- |
| Чоловіки | 275     | 69                 | 180              | 26                   |
| Жінки    | 262     | 54                 | 148              | 60                   |
| Разом    | 537     | 123                | 328              | 86                   |